# ديفيد سايمور
ديفيد سايمور (بالإنجليزية: David Seymour) هو مهندس وسياسي نيوزلندي، ولد في 24 يونيو 1983 في بالميرستون نورث في نيوزيلندا. حزبياً، نشط في حزب آكت نيوزيلندا. وقد انتخب عضو مجلس النواب النيوزيلندي عن دائرة Epsom (New Zealand electorate) ‏ وقد انضم خلال فترته النيابية ‏ للكتلة البرلمانية حزب آكت نيوزيلندا.